# Olifantes (Tolkien)
Los olifantes o mûmakil (singular mûmak) son unos grandes animales ficticios imaginados por el escritor británico J. R. R. Tolkien para su novela El Señor de los Anillos. Se trata de una especie de proboscídeo de las tierras australes de Harad, similar al elefante pero de mucho mayor tamaño, usado por los haradrim como elefante de guerra.

## Nombre
El nombre mûmak (singular de mûmakil) es el utilizado habitualmente por los hombres de Gondor para referirse a estas bestias. El origen de la palabra no es claro aunque parece proceder de la lengua nativa de los haradrim. Los hobbits, que no los habían visto durante generaciones pero que conservaban su recuerdo en su folclore, los conocen como olifantes.

### Origen de la palabra «mûmak»
La única mención al origen de este nombre se recoge en el volumen Los pueblos de la Tierra Media, en la parte dedicada a la elaboración de los Apéndices de El Señor de los Anillos. En una versión temprana del Apéndice F se indica que de «la lengua de los Hombres Orientales y aliados de Sauron todo lo que se conserva es múmak, un nombre para los grandes elefantes de Harad». Dada la conexión de estas criaturas con la tierra de Harad parece probable que esos aliados en cuestión sean los haradrim, aunque también hay quien toma la cita literalmente y plantea que la palabra sería de origen oriental (variags de Khand). No obstante este comentario no se mantuvo en la versión final publicada de los Apéndices por lo que no puede ser considerado definitivo.

### Origen de la palabra «olifante»
La palabra «olifante» existe en español y hace referencia a un cuerno de marfil que los caballeros medievales hacían sonar como señal de aviso. El uso más célebre del olifante es en el Cantar de Roldán: «Roldán lleva el olifante a sus labios». Roldán no solicita ayuda en la batalla de Roncesvalles en el año 778 hasta que es muy tarde para él y sus compañeros. En El Señor de los Anillos hay ecos de este olifante en el Cuerno de Vorondil que portaba Boromir, el cuerno de Cuernavilla y los cuernos de Los Gamos.
En el original en inglés, Tolkien usa la palabra oliphaunt, una variación de la palabra arcaica oliphant que se refiere tanto al cuerno ya mencionado como al colmillo del elefante y al elefante mismo. La palabra aparece en el inglés medio como olifant y olifaunt, y deriva del francés medieval olifanz. La palabra francesa es tributaria a su vez del antiguo alto alemán olbenta (‘camello’), y del latín elephantus (‘elefante’), una palabra de origen griego. Olbenta es una palabra de origen germánico; cf. el gótico ulbandus, que también significa ‘camello’. Pero la forma de las palabras del gótico sugiere que éstas también son préstamos, tal vez directa o indirectamente del griego elephas (ελεφας), literalmente ‘marfil’, aunque aparentemente con alguna confusión con respecto al animal al que la palabra hacía referencia. La palabra sobrevive en la forma del apellido «Oliphant» que se encuentra en el mundo angloparlante.
Cabe destacar que tanto en neerlandés como en afrikáans, olifant significa elefante.

## Descripción en la novela

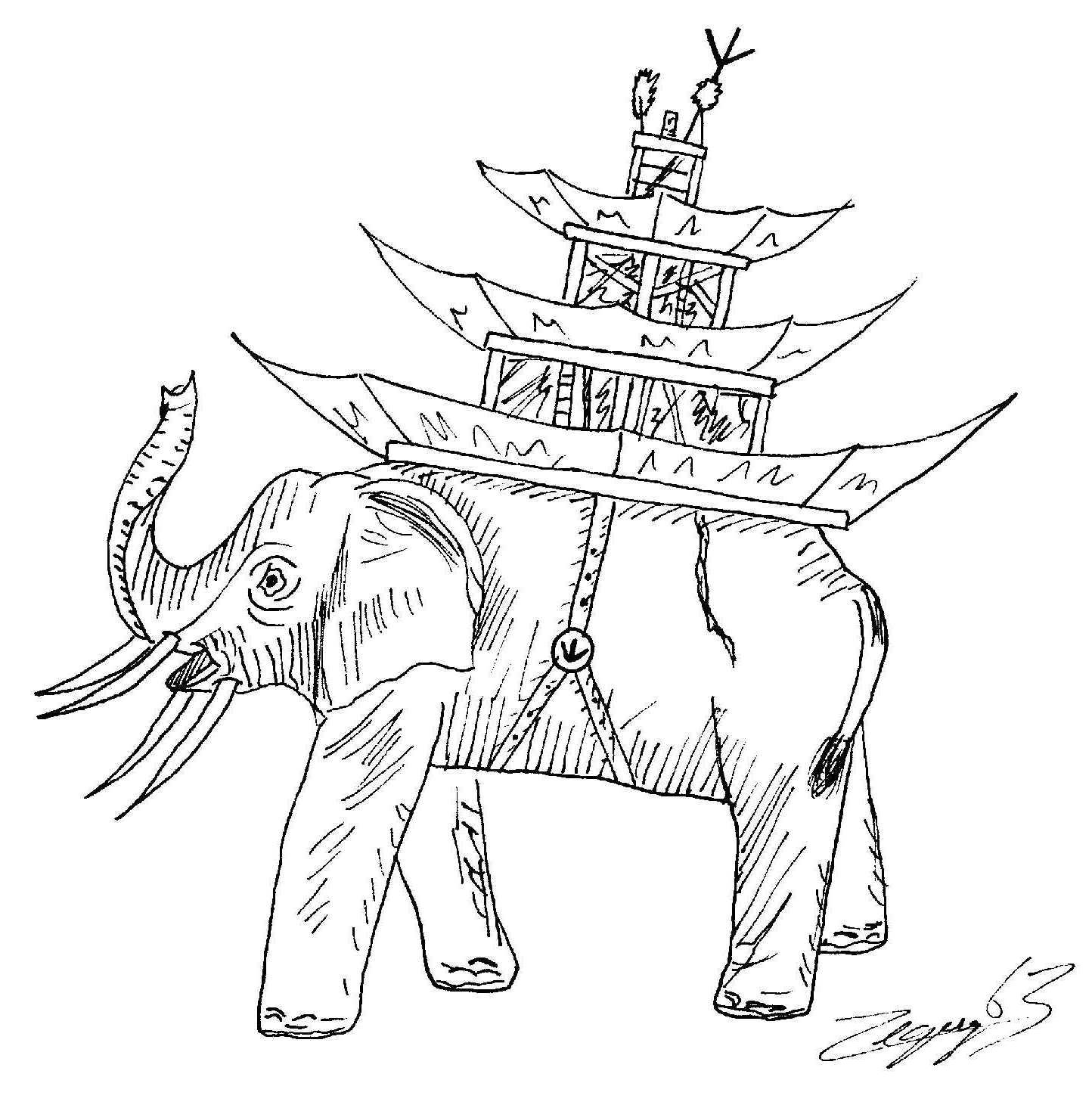
Dibujo de un olifante o mûmak.

El olifante se describe en Las dos torres, Libro Cuarto, capítulo 3. Samsagaz Gamyi expresa su deseo de ver uno y recita un poema folclórico hobbit que lo describe «grande como una casa». Más tarde, en el capítulo 4, la criatura es llamada por primera vez «mûmak» por Damrod, uno de los montaraces de Ithilien bajo las órdenes de Faramir. Sam ve entonces uno que le parece tan grande como «una montaña gris en movimiento». Tolkien relata que «el miedo y el asombro» de Sam quizás agrandaron el animal a sus ojos.
Los mûmakil son utilizados por los nativos de Harad, los haradrim, como bestias de carga y también en las batallas durante las guerras de la Tercera Edad. En la Guerra del Anillo son usados por los soldados en Ithilien y en la Batalla de los Campos del Pelennor, de una manera muy similar a como se utilizaban los elefantes de guerra en el mundo real. En la batalla llevan sobre el lomo estructuras similares a torres, desde las que atacan los soldados.
La piel de estas bestias es tan gruesa que es casi impenetrable, lo que las hace invulnerables a las flechas. La única manera conocida de matar un mûmak es acertarle en un ojo, indudablemente una tarea muy difícil. Como ocurre con los elefantes reales, los caballos se resistirán a acercarse a los mûmakil si no están familiarizados con ellos, haciéndolos también muy efectivos contra la caballería enemiga. Tolkien sugiere que estas criaturas se han extinguido y «los congéneres que viven hoy no son más que una sombra de aquella corpulencia y aquella majestad».

## En las adaptaciones
En El retorno del Rey, de Rankin/Bass, los Mûmakil son representados como una especie de mamuts, custodiados por haradrim.
En la adaptación fílmica de Peter Jackson, los mûmakil aparecen por primera vez en El Señor de los Anillos: las dos torres, en el momento en que Faramir y sus hombres emboscan a dos de las bestias y a sus amos haradrim, mientras se dirigían hacia Mordor. En El Señor de los Anillos: el retorno del Rey, desempeñan un papel clave en la Batalla de los Campos del Pelennor, en la que los Rohirrim pierden muchos hombres en una carga directa contra ellos. Sin embargo, son finalmente derrotados por el Ejército de los Muertos. También Legolas mata una bestia, trepando sobre ella y atravesando su encéfalo con tres flechas, de manera similar a como había acabado con un troll en las minas de Moria.
En las películas aparecen como animales mucho mayores a los elefantes reales, tal vez de más quince metros de altura, con dos pares de colmillos grandes y un par de colmillos más pequeños debajo. Además, su piel es fácil de herir con espadas y flechas, aunque no tanto de atravesar o causar auténtico daño, ya que tan dura que parece resistir el dolor. En los comentarios de la edición en DVD de El retorno del Rey, Jackson menciona que las escenas que incluyen a los mûmakil son deliberadamente violentas y más breves que en el corte original, para impedir que el espectador recuerde los famosos casos de abuso de elefantes de circo y sienta simpatía por las criaturas. También dice que específicamente se decidió que los mûmakil no barritaran con sus trompas, como lo hacen los elefantes en la imaginación popular, sino que emitieran un rugido distorsionado. También esto tenía como fin impedir que los espectadores los vieran como criaturas simpáticas en lugar de monstruos malvados.